# Erkki Kämäräinen
Erkki Kämäräinen (ur. 13 czerwca 1897 w Sotkamo, zm. 14 listopada 1964 w Kuopio) – fiński biegacz narciarski, reprezentant klubu Iisalmen Visa, uczestnik Zimowych Igrzysk Olimpijskich 1924.
Wystartował w biegu olimpijskim na 50 kilometrów stylem klasycznym w Chamonix, jednak nie ukończył trasy i nie został sklasyfikowany.

## Osiągnięcia

### Igrzyska olimpijskie
| Igrzyska       | Data             | Konkurencja                      | Czas | Miejsce | Strata | Zwycięzca     | Źródło |
| -------------- | ---------------- | -------------------------------- | ---- | ------- | ------ | ------------- | ------ |
| 1924, Chamonix | 30 stycznia 1924 | bieg na 50 km techniką klasyczną | DNF  | -       | -      | Thorleif Haug | [ 2 ]  |